# Siedah Garrett
Siedah Garrett (24 de junio de 1960) es una cantante y compositora estadounidense, que ha escrito canciones y realizado vocales de apoyo para muchos artistas en la industria de la música, tales como Michael Jackson, The Pointer Sisters, Brand New Heavies, Quincy Jones, Tevin Campbell, Donna Summer, Madonna, Jennifer Hudson entre otros. Garrett ha sido nominada para dos Premios Óscar por Mejor Canción Original y ganó el premio Grammy por Mejor Canción Escrita para una Película, Televisión u Otro Medio Visual en los Premios Grammy de 2008 por coescribir “Love You I Do” (interpretada por Jennifer Hudson) para la película musical de 2006 Dreamgirls.

## Premios y nominaciones
Premios Óscar
| Año  | Categoría              | Canción         | Película   | Resultado |
| ---- | ---------------------- | --------------- | ---------- | --------- |
| 2007 | Mejor canción original | «Love You I Do» | Dreamgirls | Nominada  |